# بخش مونرو (شهرستان ماسکینگوم، اوهایو)
بخش مونرو (به انگلیسی: Monroe Township) یک منطقهٔ مسکونی در ایالات متحده آمریکا است که در شهرستان ماسکینگام، اوهایو واقع شده‌است.
 بخش مونرو ۶۴٫۶ کیلومتر مربع مساحت و ۴۳۹ نفر جمعیت دارد و ۲۴۴ متر بالاتر از سطح دریا واقع شده‌است.